# Piseinotecus soussi
Piseinotecus soussi is een slakkensoort uit de familie van de Piseinotecidae. De wetenschappelijke naam van de soort is voor het eerst geldig gepubliceerd in 2014 door Tamsouri, Carmona, Moukrim & Cervera.